# Łukasz Zwoliński
Łukasz Zwoliński (Stettino, 24 febbraio 1993) è un calciatore polacco, attaccante del Sakaryaspor.

## Carriera

### Club
Ha giocato nella prima divisione dei campionati polacco e croato.

### Nazionale
Ha giocato nella nazionale polacca Under-20.

## Palmarès

### Individuale
- Capocannoniere della Coppa di Croazia: 1

2019-2020 (5 reti)